# 中山镇 (洪雅县)
中山镇，原为中山乡，是中华人民共和国四川省眉山市洪雅县下辖的一个乡镇级行政单位。2019年12月，撤销汉王乡和中山乡，设立中山镇，以原汉王乡和原中山乡所属行政区域为中山镇的行政区域。

## 行政区划
中山镇下辖以下地区：
桂花社区、和平村、西庙村、邹岗村、金花村和前锋村。